# 개념원리
개념원리는 대한민국의 수학 전문 출판사이자 온라인 강의 사이트이다. 
대표적인 출판 서적으로 개념원리에서 발행하는 수학 기본서, RPM 수학 문제 기본서 등이 있으며 온라인 강의가 제공된다. 초등학생과 중학생 고등학생 같은 학생들이 사용하는 개념이 정리되어 있는 책이다.

## 시리즈
2018년 개정 교육과정을 기준으로 한다.
고등
- 개념원리 수학기본서: 수학(상), 수학(하), 수학 I, 수학 II, 확률과 통계, 미적분 I, 미적분 II, 기하와 벡터
- RPM 수학 문제기본서: 수학(상), 수학(하), 수학 I, 수학 II, 확률과 통계, 미적분 I, 미적분 II, 기하와 벡터
- 9교시 : 수학(상), 수학(하) 수학1
- 하이큐 : 수학(상), 수학(하)

중등
- 개념원리 중학수학: 1학년~3학년 (1학기, 2학기)
- RPM 수학 문제기본서: 1학년~3학년 (1학기, 2학기)

초등
과거에는 쌩큐, RPM등 발행을 했지만 현재는 중단한 상태이다

## 최근의 변화
- 최근 개념원리 인강 사이트가 변경됨에 따라 사용자들이 제공받을 수 있는 서비스가 좋아졌다.
- 2015년 개정 교육과정에 맞추어 수학 (상), (하)의 강의도 제공된다.
- 대표 강사로는 이지훈 등이 있으며, 지속적으로 신규강사를 발굴 중이다.
- 단점은 책 속 오타가 자주 등장한다는 것이다.
- 2022년 전 과목 표지에 변화를 주었다.